# Howard Jones
Howard Jones (Columbus, Ohio, 1970. július 20.), amerikai zenész, jelenleg a Light the Torch együttes énekese. Legismertebb a Killswitch Engage, illetve a Blood Has Been Shed együttesekben az énekes pozíció korábbi betöltéséért.
Korábbi együttese, a Blood Has Been Shed 2004-ben feloszlott, miután Jones és a dobos Justin Foley csatlakozott a Killswitch Engage-hez. Utóbbi együttesétől 2012-ben váltak el az útjai súlyosbodó 2-es típusú cukorbetegsége miatt.

## Diszkográfia

### Blood Has Been Shed
- I Dwell on Thoughts of You (1999. szeptember 21., Ferret Records)
- Novella of Uriel (2001. február 20., Ferret Records)
- Spirals (2003. március 11., Ferret Records)

### Killswitch Engage
- Az Alive or Just Breathing új kiadása (2003)
- The End of Heartache (2004. május 11., Roadrunner Records)
- As Daylight Dies (2006. november 21., Roadrunner Records)
- Killswitch Engage (2009-es album) (2009. június 30., Roadrunner Records)

### Közreműködések
- 36 Crazyfists – Rest Inside the Flames (Elysium)
- Demon Hunter – Summer of Darkness (Our Faces Fall Apart)
- Eighteen Visions – Vanity (One Hell of a Prize Fighter)
- Every Time I Die – Last Night in Town (Punch-Drunk Punk Rock Romance)
- Fragment Metal – Answers (Inertia)
- Roadrunner United – All-Star Sessions (The Dagger)
- Throwdown – Vendetta (The World Behind)
- Ill Bill - The Hour of Reprisal (Babylon)
- Every Time I Die – Last Night In Town (Punch-Drunk Punk Rock Romance)
- Believer – Gabriel (The Brave)
- Asking Alexandria – From Death to Destiny (Until the End); az első közreműködése azóta, hogy nem tagja a Killswitch Engage-nek
- Within Temptation – Hydra (Dangerous)

### Producerként
- Twelve Tribes - The Rebirth of Tragedy (2004)
- Twelve Tribes - Midwest Pandemic (2006)

## További információ
- Hivatalos oldal